# Melaloncha stylata
Melaloncha stylata är en tvåvingeart som först beskrevs av Ignaz Rudolph Schiner 1868.  Melaloncha stylata ingår i släktet Melaloncha och familjen puckelflugor. Inga underarter finns listade i Catalogue of Life.